# 徳之島地区消防組合
徳之島地区消防組合（とくのしまちくしょうぼうくみあい）は、鹿児島県大島郡徳之島町、天城町、伊仙町が組織する一部事務組合（消防組合）。徳之島町に消防本部を設置している。

## 概要

### 所在地
消防本部・消防署
〒891-7101 鹿児島県大島郡徳之島町亀津7203番地
天城分遣所
〒891-7611 鹿児島県大島郡天城町天城430の2番地
伊仙分遣所
〒891-8201 鹿児島県大島郡伊仙町大字伊仙1842番地

### 管内の概要
- 管内人口 : 23,568人
  - 徳之島町 - 10,766人
  - 天城町 - 6,050人
  - 伊仙町 - 6,752人

2018年（平成30年）3月31日現在
- 管内世帯数 : 12,371世帯
  - 徳之島町 - 5,783世帯
  - 天城町 - 3,100世帯
  - 伊仙町 - 3,488世帯

2018年（平成30年）3月31日現在
- 管内面積 : 248.03 km2
  - 徳之島町 - 104.92 km2
  - 天城町 - 80.40 km2
  - 伊仙町 - 62.71 km2

2018年（平成30年）10月1日現在

## 沿革
- 1984年（昭和59年）
  - 4月1日 - 徳之島地区消防組合が発足する。
  - 10月1日 - 業務を開始する。
- 1994年（平成6年）10月15日 - 徳之島地区消防組合発足10周年記念式典を挙行する。
- 2013年（平成25年）4月1日 - 消防救急デジタル無線の運用を開始する。
- 2016年（平成28年）
  - 3月1日 - 沖永良部与論広域事務組合消防本部と救急業務応援協定を締結する。
  - 12月27日 - 奄美ドクターヘリの運航を開始する。

## 組織
消防職員の実員は、2018年（平成30年）4月1日現在、49人となっている。
- 消防長
  - 総務課
    - 庶務係
    - 会計係
    - 予防係
    - 警防係

  - 消防署
    - 天城分遣所
    - 伊仙分遣所

## 配置車両
- 消防ポンプ車 - 3
- 救急車 - 4
- 救助工作車 - 1
- 指揮車 - 1